# Stewart Sutherland, Baron Sutherland of Houndwood
Stewart Ross Sutherland, Baron Sutherland of Houndwood (* 25. Februar 1941 in Aberdeen, Schottland; † 29. Januar 2018) war ein britischer Akademiker, Professor, Staatsdiener und seit 2001 als Life Peer Mitglied des House of Lords.

## Frühe Jahre
Über Sutherlands Kindheit und Abstammung ist derzeit wenig bekannt. Seine Schulbildung erhielt er an der Woodside School und an dem Robert Gordon's College in Aberdeen, ging dann an die University of Aberdeen, an der er 1963 seinen Master of Arts in Philosophie mit Auszeichnung absolvierte. Nach dem anschließenden Besuch des Corpus Christi College in Cambridge, schloss er dort sein Studium 1965 mit dem Master of Arts in Religionsphilosophie ab.

## Berufliche Laufbahn
Mit seiner ersten Stelle als Assistenzdozent an der Bangor University in Bangor, Wales, 1965–1968, begann seine berufliche Karriere. 1968 wurde er zum Dozenten an der University of Stirling berufen, was er blieb, bis er 1972 außerordentlicher Professor an derselben Universität wurde. 1976–1977 arbeitete Sutherland als Dozent an der University of Stirling und wechselte dann ans King's College in London, wo er 1977–1985 Professor für Geschichte und Religionsphilosophie war. 1981 wurde er stellvertretender Rektor des King’s College, 1985–1990 war er Rektor des Colleges.
Sutherland bekam 1990 den Ruf zum Vizekanzler der University of London, was er bis 1994 blieb. Von 1993 bis 2000 war er Mitglied des Rates für Wissenschaft und Technologie und 1994–1996 Vorsitzender des Committee on Appeal Court Procedure (Komitee für Berufungsgerichtsverfahren) für Schottland. 1994 wurde er Rektor und Vizekanzler der University of Edinburgh (bis 2002). Sutherland war 1995–2001 Mitglied des Higher Education Funding Council für England (Rat für Finanzierung von höherer Bildung), 1997–1999 Vorsitzender der Royal Commission on Long Term Care of the Elderly (Königliche Kommission für Langzeitfürsorge für Ältere), seinerzeit berufen von der Blair-Regierung, und 2002–2008 Vorsteher am Gresham College.
Mit seiner Ernennung zum Professor für Geschichte und Religionsphilosophie am King's College in London begann Sutherland, Bücher zu schreiben. Seine Artikel, die er für Journale schrieb, sind zahlreich. Neben den nationalen Ehrungen erhielt er bisher zehn Ehrenauszeichnungen verschiedener Universitäten in Europa und den Vereinigten Staaten.

## Ehrungen und Mitgliedschaften
- 1992 – Wahl zum Mitglied der British Academy[4]
- 1995 – Ritterschlag als Knight Bachelor (14. März 1995)
- 2001 – Erhebung zum Life Peer als Baron Sutherland of Houndwood, of Houndwood in the Scottish Borders (29. Juni 2001)
- 2002 – Senior Fellow der School of Advanced Study
- 2002 – Präsidentschaft in der Royal Society of Edinburgh
- 2002 – Ritterschlag als Knight of the Thistle (30. November 2002)
- 2004 – Fellow of Birkbeck, University of London
- 2005 – Mitglied der Redaktionsleitung von Encyclopædia Britannica

## Werke
- Atheism and the Rejection of God - Contemporary Philosophy and the "Brothers Karamazov". Blackwell Publishers, Cambridge 1977, ISBN 0-631-17500-8 (englisch).
- Faith and Ambiguity. SCM Press, Norwich 1984, ISBN 0-334-02003-4 (englisch).
- God, Jesus and Belief: The Legacy of Theism. Blackwell Publishers, Cambridge 1984, ISBN 0-631-13548-0 (englisch).
- World's Religions. G. K. Hall, Boston 1988, ISBN 0-8161-8978-1 (englisch).
- zus. m. T. A. Roberts: Religion, Reason and the Self: Essays in Honour of Hywel D. Lewis. University of Wales Press, Cardiff 1989, ISBN 0-7083-1042-7 (englisch).
- zus. m. Brian Hebblethwaite: The Philosophical Frontiers of Christian Theology: Essays presented to D.M. Mackinnon. Cambridge University Press, Cambridge 2009, ISBN 0-521-10968-X (englisch).